# Erick Lindgren
Erick Lindgren (* 11. srpna 1976 Burney, Kalifornie) je americký profesionální pokerový hráč.
Podařilo se mu vyhrát hned jeho první velký turnaj v hotelu Bellagio v roce 2002, na což navázal o deset měsíců později svojí první výhrou v seriálu World Poker Tour (WPT). Za dalších šest měsíců nato vyhrál turnaj WPT PartyPoker Million III, ze kterého si odnesl první cenu milion dolarů.
V lednu roku 2005 skončil druhý na jednom z okružních turnajů série World Series of Poker v Atlantic City. V únoru skončil pátý na WPT LA Poker Classic a o pouhý měsíc později dokázal vyhrát druhý turnaj Proffesional Poker Tour, který se taktéž konal v Los Angeles.
V lednu 2006 se dostal k dalšímu finálovému stolu série WPT, když skončil třetí na turnaji 2006 Borgata Winter Poker Open.
V červnu téhož roku Lindgren vyhrál první cenu 600 000 $ v turnaji FullTiltPoker.net Poker Pro Showdown event, když dokázal porazit Mikea Matusowa, Clonie Gowen, Erika Seidela, Johna Juandu, Chrise Fergusona a Phila Iveyho. Lindgrenovo vítězství v této pokerové události se zrodilo hned v prvním souboji finálového "heads-up", když jeho A♣ K♣ porazilo Matusowovo A♥ J♣ poté, co se na stůl dostavilo 6♠ 6♣ 9♦ A♠ 3♠.
Na konci roku 2007 tak jeho výdělky z "živých" turnajů převyšovaly 5 500 000 $.
Lindgren je také autorem knihy "World Poker Tour: Making the Final Table", která popisuje strategii pro pokerové turnaje.
Obě jeho jména (křestní "Erick" a příjmení "Lindgren") jsou švédská, reprezentují jeho severský původ.
Je členem "Full Tilt Team", pokerového týmu stejnojmenné online poker herny.
27. června 2007 vyhrál Erick sázku o 350 000 $, kterou uzavřel s Gavinem Smithem, Philem Iveym a několika dalšími známými. Aby vyhrál, musel Erick mezi východem a západem slunce odehrát čtyři po sobě jdoucí kola golfového hřiště v Las Vegasském "Bear's Best. Musel si nosit svůj vlastní bag s holemi a v každém z již zmíněných čtyř kol zahrát pod 100. Teplota tehdy dosahovala skoro 42 °C. Navzdory tomuto vyčerpávajícímu vedru však Erick tuto sázku vyhrál. V interview pro PokerListing poté řekl, že během této sázky zhubnul o více než 5 kilogramů.